# 반 클라이번
반 클라이번(Van Cliburn, Harvey Lavan "Van" Cliburn Jr, 1934년 7월 12일~2013년 2월 27일 )은 미국의 피아니스트이다.
루이지애나주의 슈리브포트에서 태어났다. 피아노는 피아니스트였던 모친으로부터 기초 교육을 받았다. 1951년에 줄리아드 음악원에 입학하고 로지나레빈 부인에게서 가르침을 받았다. 1958년에는 구소련의 제 1회 차이콥스키 국제 음악 콩쿠르에 참가하여 냉전시대에 미국출신 피아니스트로 1회 대회에 최초로 우승함으로써 일약 세계적인 명성과 스포트라이트를 받았다. 2013년 골암으로 사망했다.
그의 피아노는 음이 맑고 밝으며, 낭랑한 울림에 넘쳐 있다. 테크닉이 뛰어나고 악곡의 해석도 유럽의 인습에 구속되는 일이 없고, 미국다운 신선한 음악성을 이들 고전에 주고자 하는 의욕에 찼다. 현재 미국을 음악 강국으로 만드는 데에 큰 기여를 했다.
그의 업적을 기려 1962년부터 반 클라이번 국제 피아노 콩쿠르가 미국 텍사스주 포트워스시에서 반 클라이번 재단 주최로 4년마다 열리고 있다. 한국인 중에서는 피아니스트 선우예권 (2017)과 임윤찬 (2022)이 우승한 적이 있다.

## 명연주와 연주 스타일
그의 명연주는 차이콥스키의 피아노 협주곡 제1번, 라흐마니노프 피아노 협주곡 2번과 3번, 그 외에 각종 협주곡이며 리스트의 독주곡과 같은 대규모 적인 독주곡에서 뛰어난 해석을 보여주었다. 곡 라인업만 보아도 기교가 엄청났다는 것을 볼 수 있는데, 현대에는 이 곡들이 누구나 치는 것처럼 느껴져도, 당시에는 이런 레파토리를 가지고 있는 것도 대단한 것이었다. 그런데 이 곡들을 정말 완벽하게 쳐 내니 기교적으로도, 음악적으로도 대단하다고 할 수 있다.